# 日本SF評論賞
日本SF評論賞（にほんエスエフひょうろんしょう）は、2006年から日本SF作家クラブが主催していた、SFに関する評論の新人賞。未発表作品を対象とした公募型の賞で、応募資格はプロアマを問わない。賞品はトロフィー。受賞作は後援する早川書房の『SFマガジン』に掲載し、原稿料が支払われる。
選考委員の高千穂遥、瀬名秀明は日本SF作家クラブ会長としての参加。塩澤快浩、清水直樹はSFマガジン編集長としての参加。
第9回（2014年）をもって、一旦、休止することが『SFマガジン』2014年3月号で公表された。

## 選考委員
- 第1回：石川喬司、谷甲州、巽孝之、ひかわ玲子、塩澤快浩
- 第2回、第3回：石川喬司、高千穂遥、巽孝之、ひかわ玲子、塩澤快浩
- 第4回：荒巻義雄、高千穂遥、小谷真理、ひかわ玲子、塩澤快浩
- 第5回：荒巻義雄、小谷真理、瀬名秀明、ひかわ玲子、清水直樹
- 第6回、第7回：荒巻義雄、小谷真理、新城カズマ、瀬名秀明、清水直樹
- 第8回：川又千秋、新城カズマ、図子慧、森下一仁、清水直樹
- 第9回：川又千秋、新城カズマ、図子慧、森下一仁、塩澤快浩

## 受賞作

### 第1回（2006年）
- 受賞
  - 横道仁志 「『鳥姫伝』評論―断絶に架かる一本の橋―」 （「S-Fマガジン」2006年5月号）
- 選考委員特別賞
  - 鼎元亨 「ナガサキ生まれのミュータント―ペリー・ローダンシリーズにおける日本語固有名詞に関する論考および命名者は長崎におけるオランダ人捕虜被爆者であったとする仮説―」 （「S-Fマガジン」2006年6月号）

### 第2回（2007年）
- 受賞
  - 該当作なし
- 優秀賞（順不同）
  - 海老原豊 「グレッグ・イーガンとスパイラルダンスを 「適切な愛」「祈りの海」「しあわせの理由」に読む境界解体の快楽」 （「S-Fマガジン」2007年6月号）
  - 磯部剛喜 「国民の創世―〈第三次世界大戦〉後における〈宇宙の戦士〉の再読」 （「S-Fマガジン」2007年5月号）

### 第3回（2008年）
- 受賞
  - 宮野由梨香 「光瀬龍『百億の昼と千億の夜』小論 旧ハヤカワ文庫版「あとがきにかえて」の謎」　（「S-Fマガジン」2008年5月号[1]）
- 選考委員特別賞
  - 藤田直哉 「消失点、暗黒の塔 ― 『暗黒の塔』V部、VI部、VII部を検討する」 （「S-Fマガジン」2008年6月号）

### 第4回（2009年）
- 受賞
  - 該当作なし
- 優秀賞
  - 石和義之 「アシモフの二つの顔」 （「S-Fマガジン」2009年6月号）

### 第5回（2010年）
- 受賞
  - 該当作なし
- 優秀賞
  - 岡和田晃 「「世界内戦」とわずかな希望―伊藤計劃『虐殺器官』へ向き合うために」 （「S-Fマガジン」2010年5月号）
- 選考委員特別賞
  - 高槻真樹 「文字のないSF―イスフェークを探して」 （「S-Fマガジン」2010年6月号）

### 第6回（2011年）
- 受賞
  - 該当作なし
- 優秀賞
  - 関竜司 「玲音の予感――『Serial experiments lain』の描く未来 」 （「S-Fマガジン」2011年5月号）
- 選考委員特別賞
  - 藤元登四郎 「「高い城の男」――ウクロニーと「易教」」 （「S-Fマガジン」2011年6月号）

### 第7回（2012年）
- 受賞
  - 該当作なし
- 優秀賞
  - 渡邊利道 「独身者たちの宴 上田早夕里『華竜の宮』論 」 （「S-Fマガジン」2012年5月号）
- 選考委員特別賞
  - 忍澤勉 「『惑星ソラリス』理解のために――『ソラリス』はどう伝わったのか 」 （「S-Fマガジン」2012年6,7月号）

### 第8回（2013年）
- 受賞
  - 該当作なし
- 選考委員特別賞
  - タヤンディエー・ドゥニ 「荒巻義雄の「プヨブヨ工学」SF、シュルレアリスム、そしてナノテクノロジーのイマジネーション」 （「S-Fマガジン」2013年6,7月号）

### 第9回（2014年）
- 受賞
  - 該当作なし
- 奨励賞
  - 進藤洋介 「「ジュラシック・パーク」のフラクタル」